# Habitam Alemu
Habitam Alemu Bayih (* 9. Juli 1997 in Merawi) ist eine äthiopische Mittelstreckenläuferin, die sich auf den 800-Meter-Lauf spezialisiert hat.

## Sportliche Laufbahn
Erste internationale Erfahrungen sammelte Habitam Alemu bei den Weltmeisterschaften 2015 in Peking, bei denen sie mit 2:03,19 min in der ersten Runde ausschied. Anschließend nahm sie an den Afrikaspielen in Brazzaville teil und belegte dort in 2:02,29 min Rang vier. Im Jahr darauf erreichte sie bei den Hallenweltmeisterschaften in Portland in 2:04,61 min den sechsten Platz und qualifizierte sich auch für die Olympischen Spiele in Rio de Janeiro, bei denen sie mit 2:00,07 min im Halbfinale ausschied. 2017 nahm sie erneut an den Weltmeisterschaften in London teil und erreichte auch dort das Halbfinale, in dem sie mit 2:00,69 min ausschied. 2018 wurde sie bei den Hallenweltmeisterschaften in Birmingham in 2:01,10 min Vierte und gewann bei den Afrikameisterschaften in Asaba in 1:58,86 min die Bronzemedaille hinter der Südafrikanerin Caster Semenya und Francine Niyonsaba aus Burundi. 2019 wurde sie beim Bauhaus-Galan in 2:01,26 min Zweite und auch beim Meeting International Mohammed VI d'Athletisme de Rabat gelangte sie nach 1:59,90 min auf Rang zwei. 2021 belegte sie bei den Olympischen Spielen in Tokio im Finale über 800 m mit 1:57,56 min den sechsten Platz.
2022 trat sie bei den Hallenweltmeisterschaften in Belgrad an und klassierte sich dort mit 2:03,37 min auf dem siebten Platz über 800 Meter. Im Juli erreichte sie bei den Weltmeisterschaften in Eugene das Halbfinale und schied dort mit 2:00,37 min aus. Auch bei den Weltmeisterschaften im Jahr darauf in Budapest schied sie mit 2:01,02 min im Semifinale aus. 2024 belegte sie bei den Hallenweltmeisterschaften in Glasgow in 2:03,89 min den fünften Platz. Im Mai wurde sie beim Meeting International Mohammed VI d’Athlétisme de Marrakesch in 1:57,70 min Zweite und im August schied sie bei den Olympischen Sommerspielen in Paris mit 2:02,73 min in der Hoffnungsrunde aus. Im Jahr darauf schied sie bei den Hallenweltmeisterschaften in Nanjing mit 2:05,44 min im Halbfinale aus.

## Persönliche Bestzeiten
- 800 Meter: 1:56,71 min, 20. Juli 2018 in Monaco
  - 800 Meter (Halle): 1:57,86 min, 6. Februar 2024 in Toruń
- 1000 Meter: 2:34,11 min, 8. Mai 2022 in Pliezhausen
- 1500 Meter: 3:59,06 min, 20. April 2024 in Xiamen
  - 1500 Meter (Halle): 4:00,97 min, 10. Februar 2024 in Liévin